# Faro Evangelistas
El Faro Islotes Evangelistas también conocido como Faro Evangelistas es un faro chileno, ubicado en el Islote Evangelistas, en la salida Occidental del Estrecho de Magallanes. Fue encendido por primera vez el 18 de septiembre de 1896 en honor al Presidente de Chile, Jorge Montt Álvarez. 

## Historia

### El inicio
La idea de construir este faro surgió ante el incremento del tráfico marítimo internacional a través del Estrecho de Magallanes, a contar de 1867, y la necesidad de conectar de manera segura por vía marítima la ciudad de Punta Arenas con el resto del país. Recordar que el Estrecho de Magallanes era el único punto de conexión entre el Océano Atlántico y el Océano Pacífico.

### Exploraciones iniciales
En diciembre de 1892 el teniente Baldomero Pacheco Corbalán, al mando de la escampavía Cóndor, realizó el primer reconocimiento in situ a estas casi inabordables rocas para realizar posteriormente un informe detallado a sus Superiores sobre la factibilidad de erigir un Faro en dicho sector.
El 2 de mayo de 1895, en el vapor “Potosí”, el ingeniero escocés George Slight inicia su visita de reconocimiento desde Punta Arenas, teniendo ya el mandato de erigir este faro. El 25. de mayo del mismo año Slight junto al ingeniero Austriaco Luis Ragosa, inspeccionaron personalmente este Islote, teniendo como referencia el detallado Informe ya elaborado por el Teniente Pacheco. De los seis peñones, Slight eligió el islote suroeste, por su mejor visibilidad desde el mar y superficie plana superior.

Nunca me hubiera imaginado ver algo tan agreste, salvaje, y desolado, como esas rocas obscuras emergiendo en medio de  las embravecidas olas. Ver esos  peñones  borrascosos  era  realmente  sobrecogedor .Con  una  tenue  claridad en  el  Horizonte se  podía  ver  grandes olas  rompiendo  fuertemente,  en  la  parte Oeste  de  los  Islotes.  Una  visión  que  difícilmente  alguien  pueda  imaginar.
George Slight, Diario de construcción

La tarea era casi imposible por la agreste geografía de estos promontorios de piedra, cuyo violento oleaje sería capaz de salpicar hasta la base del faro a 50 metros sobre el nivel del mar, donde los vientos alcanzan los 150 nudos y la lluvia varía entre los 2 mil y 3 mil milímetros anuales.

### Construcción
El 30 de abril de 1895, Slight con su equipo de trabajo compuesto por los capataces, marineros y obreros escogidos para realizar esta labor dieron inicio a la obra.
La construcción del faro significó una tarea titánica, ya que "de cada tres días sólo uno permitía trabajar", según consigna el minucioso diario de Slight. De hecho, un navío lleno de materiales debió esperar cuarenta días antes de poder allegarse al islote, lo que significó el bautizo de la bahía "Cuarenta Días".
Las obras tardaron dos años y significaron la colaboración de 80 hombres, entre obreros chilotes y albañiles dálmatas.
El faro es un cilindro de 13 m de altura, su base está a una altura de 59,5 m de la superficie marina. Cuenta con un cuartel-habitación para su dotación. Su linterna de gran alcance es a base de gas Xenón.

### Puesta en servicio
El 30 de agosto de 1896, se coloca en servicio la linterna en lo alto de la torre y en la media noche del 18 de  septiembre,  el faro alumbra por primera vez la inmensidad del mar austral, en celebración de la Independencia nacional y también en homenaje al presidente de la República, el almirante Jorge Montt Álvarez, quien también ese día cumplía su mandato presidencial.
Las primeras naves que utilizaron su señal lumínica, fueron 2 días después de su inauguración, la nave “Iberia” de la Pacific Steam Navigatión Company y el ”Menes” de la Cía. Alemana de Navegación Kosmo.
El 19 de diciembre de 1896 se inauguró con la participación de las autoridades navales y civiles de la región. Su costo total fue de $287.534,76 pesos oro de esa época.
Su operación, mantención y abastecimiento está a cargo de la Armada de Chile, su operatividad ha sido continua desde 1896 y su dotación consiste dos turnos rotativos de 4 marinos por 4 meses.
Se le denomina coloquialmente como La piedra por su dotación, mote que se le impuso desde su funcionamiento,  y desde la fecha de partida ya han fallecido 5 guardafaros chilenos de su dotación, ya sea por ahogamiento o enfermedades.
Es punto de referencia geográfica para definir el Polo de inaccesibilidad del Pacífico.